# Scrophularia oblongifolia
Scrophularia oblongifolia — вид рослин з родини Ранникові (Scrophulariaceae), поширений у Європі, Туреччині, середній Азії й Сибіру. Етимологія: лат. oblongus — «довгасте», i — сполучна голосна, folius — «листя».

## Опис
Багаторічна рослина від 40 см до 1 метра, оголена. Порожнистий стовбур має 4 ясно крилаті кути. Листя яйцювато-довгасте. Суцвіття витягнуте. Квіти оливково-коричневі. 6–8 мм віночок. 4–6 мм коробочка.

## Поширення
Поширений у Європі, Туреччині, середній Азії й Сибіру.